# Élections municipales de 2001 à La Réunion
Les élections municipales de 2001 à La Réunion ont eu lieu les 11 et 18 mars 2001.
Elles sont marquées par une victoire nette de la droite qui a emporté la quasi-totalité des communes de La Réunion.

## Maires sortants et maires élus
| Commune                 | Maire sortant         | Parti | Parti | Maire élu             | Parti | Parti |
| ----------------------- | --------------------- | ----- | ----- | --------------------- | ----- | ----- |
| Les Avirons             | Michel Dennemont      |       | DVD   | Michel Dennemont      |       | DVD   |
| Bras-Panon              | Jean-Marie Foudrin    |       | DVD   | Daniel Gonthier       |       | RPR   |
| Cilaos                  | Jacques Técher        |       | PCR   | Paul-Franco Técher    |       | RPR   |
| Entre-Deux              | Daniel Tholozan       |       | DVD   | Bachil Moussa Valy    |       | RPR   |
| L'Étang-Salé            | Jean-Claude Lacouture |       | RPR   | Jean-Claude Lacouture |       | RPR   |
| Petite-Île              | Christophe Payet      |       | PS    | Christophe Payet      |       | PS    |
| La Plaine-des-Palmistes | Marco Boyer           |       | RPR   | Marco Boyer           |       | RPR   |
| Le Port                 | Jean-Yves Langenier   |       | PCR   | Jean-Yves Langenier   |       | PCR   |
| La Possession           | Roland Robert         |       | PCR   | Roland Robert         |       | PCR   |
| Saint-André             | Jean-Paul Virapoullé  |       | UDF   | Jean-Paul Virapoullé  |       | UDF   |
| Saint-Benoît            | Philippe Le Constant  |       | PS    | Bertho Audifax        |       | UDF   |
| Saint-Denis             | Michel Tamaya         |       | PS    | René-Paul Victoria    |       | RPR   |
| Sainte-Marie            | Jean-Louis Lagourgue  |       | DVD   | Jean-Louis Lagourgue  |       | DVD   |
| Sainte-Rose             | Michel Vergoz         |       | PS    | Bruno Mamindy-Pajany  |       | DVD   |
| Sainte-Suzanne          | Maurice Gironcel      |       | PCR   | Maurice Gironcel      |       | PCR   |
| Saint-Joseph            | Fred K/Bidy           |       | RPR   | Patrick Lebreton      |       | PS    |
| Saint-Leu               | Jean-Luc Poudroux     |       | UDF   | Jean-Luc Poudroux     |       | UDF   |
| Saint-Louis             | Guy Ethève            |       | PCR   | Cyrille Hamilcaro     |       | UDF   |
| Saint-Paul              | Alain Bénard          |       | RPR   | Alain Bénard          |       | RPR   |
| Saint-Philippe          | Alix Ethève           |       | PS    | Hugues Salvan         |       | UDF   |
| Saint-Pierre            | Élie Hoarau           |       | PCR   | Michel Fontaine       |       | RPR   |
| Salazie                 | Stéphane Fouassin     |       | UDF   | Stéphane Fouassin     |       | UDF   |
| Le Tampon               | André Thien Ah Koon   |       | RPR   | André Thien Ah Koon   |       | RPR   |
| Trois-Bassins           | Pierre Heideger       |       | UDF   | Pierre Heideger       |       | UDF   |

### Résultats en nombre de maires
| Partis       | Partis                             | Maires sortants | Maires élus | Évolution |
| ------------ | ---------------------------------- | --------------- | ----------- | --------- |
|              | Rassemblement pour la République   | 5               | 9           | 4         |
|              | Union pour la démocratie française | 4               | 7           | 3         |
|              | Divers droite                      | 4               | 3           | 1         |
| Total droite | Total droite                       | 13              | 19          | 6         |
|              | Parti communiste réunionnais       | 6               | 3           | 3         |
|              | Parti socialiste                   | 5               | 2           | 3         |
| Total gauche | Total gauche                       | 11              | 5           | 6         |
| Total        | Total                              | 24              | 24          | -         |

## Résultats dans les communes

### Bras-Panon
- Maire sortant : Jean-Marie Foudrin (DVD)

### Cilaos
- Maire sortant : Jacques Técher (PCR)

|             | Paul-Franco Técher | RPR         | 1 902 | 51,50  |  |  |  |  |
|             | Jacques Técher     | PCR         | 1 791 | 48,50  |  |  |  |  |
|             |                    |             |       |        |  |  |  |  |
| Inscrits    | Inscrits           | Inscrits    | 4 066 | 100,00 |  |  |  |  |
| Abstentions | Abstentions        | Abstentions | 316   | 7,77   |  |  |  |  |
| Votants     | Votants            | Votants     | 3 750 | 92,23  |  |  |  |  |
| Exprimés    | Exprimés           | Exprimés    | 3 693 | 90,83  |  |  |  |  |

### La Possession
- Maire sortant : Roland Robert (PCR)

### Le Port
- Maire sortant : Jean-Yves Langenier (PCR)

### Le Tampon
- Maire sortant : André Thien Ah Koon (RPR)

### L'Étang-Salé
- Maire sortant : Jean-Claude Lacouture (RPR)

|             | Jean-Claude Lacouture | RPR         | 2 943 | 48,68  | 3 899 | 64,39  |  |  |
|             | Fabrice Hoarau        | DVG-PCR     | 1 412 | 23,35  | 2 156 | 35,61  |  |  |
|             | Joseph Payet          | PS          | 1 206 | 19,98  |       |        |  |  |
|             | Jean-François Plante  | SE          | 483   | 7,99   |       |        |  |  |
|             |                       |             |       |        |       |        |  |  |
| Inscrits    | Inscrits              | Inscrits    | 7 795 | 100,00 | 7 795 | 100,00 |  |  |
| Abstentions | Abstentions           | Abstentions | 1 503 | 19,28  | 1 465 | 18,79  |  |  |
| Votants     | Votants               | Votants     | 6 292 | 80,72  | 6 330 | 81,20  |  |  |
| Exprimés    | Exprimés              | Exprimés    | 6 046 | 77,56  | 6 055 | 77,68  |  |  |

### Petite-Île
- Maire sortant : Christophe Payet (PS)

### Saint-André
- Maire sortant : Jean-Paul Virapoullé (UDF)

### Saint-Benoît
- Maire sortant : Philippe Le Constant (PS)

### Saint-Denis
- Maire sortant : Michel Tamaya (PS)

|             | René-Paul Victoria | RPR         | 19 473 | 51,11  |  |  |  |  |
|             | Michel Tamaya *    | PS          | 15 670 | 41,13  |  |  |  |  |
|             | Jean-Max Nativel   | DVG (UPR)   | 1 708  | 4,48   |  |  |  |  |
|             | Fernande Anilha    | SE          | 1 250  | 3,28   |  |  |  |  |
|             |                    |             |        |        |  |  |  |  |
| Inscrits    | Inscrits           | Inscrits    | 69 026 | 100,00 |  |  |  |  |
| Abstentions | Abstentions        | Abstentions | 28 678 | 41,55  |  |  |  |  |
| Votants     | Votants            | Votants     | 40 348 | 58,45  |  |  |  |  |
| Exprimés    | Exprimés           | Exprimés    | 38 101 | 55,20  |  |  |  |  |

### Saint-Joseph
- Maire sortant : Fred K/Bidy (RPR)

### Saint-Leu
- Maire sortant : | Jean-Luc Poudroux (UDF)

### Saint-Louis (La Réunion)|Saint-Louis
- Maire sortant : Guy Ethève (PCR)

### Saint-Paul
- Maire sortant : Alain Bénard (RPR)

### Saint-Pierre
- Maire sortant : Élie Hoarau (PCR)

### Sainte-Marie
- Maire sortant : Jean-Louis Lagourgue (DVD)

### Sainte-Suzanne
- Maire sortant : Maurice Gironcel (PCR)